# 带宽
带宽（英語：Bandwidth）指信号所占据的频带宽度；在被用来描述信道时，带宽是指能够有效通过该信道的信号的最大频带宽度。对于模拟信号而言，带寬又称为频寬，以赫兹（Hz）为单位。例如模拟语音电话的信号带宽为3100Hz（从300Hz到3400Hz），一个PAL-D电视频道的带宽为8MHz（含保护带宽）。对于数字信号而言，带宽是指单位时间内链路能够通过的数据量。例如ISDN的B信道带宽为64Kbps。由于数字信号的传输是通过模拟信号的调制完成的，为了与模拟带宽进行区分，数字信道的带宽一般直接用波特率或符号率来描述。
带宽在信息论、无线电、通信、信号处理和波谱学等领域都是一个核心概念。

## 解释
带宽在许多应用中都是一个关键的概念。例如在无线电通信中，带宽是调制载波占据的频率范围，然而在光学中带宽是单个谱线宽度或者整个频谱范围。
对于不同的应用领域有不同的精确定义。例如，其中一个带宽定义就是超出范围的频率函数为零的频率范围。这就对应于数学概念中的函数，例如函数不是零的所有值的“长度”。
另外一些定义可能没有那么严格，它们丢弃了频率函数“很小”的信号频率。很小可能是意味着它的值在最大值 3 dB 以下，也就是最大值的一半（半能點）以下；也可能是小于某一个绝对值。由于函数的宽度有各种各样的定义，带宽的定义也就多种多样，分别用于不同的系统。
根据Shannon-Hartley 定理，可靠通信的数据速率直接与通信所用信号频率范围成比例。在这篇文章中，带宽一词有时用来表示数据速率，有时也表示通信系统的频率范围，有时同时表示两个概念。
在心理学上，带宽就是心智的容量，包括两种能力，分别为认知能力和执行控制力。

## 模拟系统
对于在数学上可以看作时间函数的模拟信号来说，带宽是以赫兹为单位、信号的傅里叶变换不为0的频率范围。这个定义也可以不严格地定义为在频域内信号的傅里叶变换功率在一个特定门限之上、例如与最大值差在 3dB 的范围之内的频率范围。信号带宽是信号随着时间波动速度的一个度量，这样，带宽越大，信号的变化越快。上面是信号带宽的描述，带宽也可以用于系统。在表示系统带宽的时候，系统带宽是系统传递函数带宽的简称。
例如，函数的 3dB 带宽在图上表示是 {\displaystyle f_{2}-f_{1}}，但是其它的带宽定义就会得到另外不同的结果。一个常用的数量是分数带宽（英語：fractional bandwidth，縮寫：FBW），它是除以设备中心频率得到的带宽。例如，一个带宽 2MHz、中心频率 10MHz 的设备的分数带宽是 2/10 或者表示为 20%。
实数基带系统既有负频率又有正频率这样一种现实可能使带宽变得易于混淆，因为有时带宽仅仅用来表示正的一半，例如偶尔可以看到这样的表示 {\displaystyle B=2W}，其中 {\displaystyle B} 是总的带宽，{\displaystyle W} 是正的带宽，如果需要为这个信号设计一个低通滤波器，那么截止频率至少要保证 {\displaystyle W} 不受影响。
电子滤波器带宽是频率响应在峰值中心频率响应差在 3dB 范围内的频率部分。
在信号处理和控制理论中，带宽是闭环控制系统增益衰减到 −3dB 的频率。
在基础电路理论中带通和带阻滤波器的带宽表示频域中信号强度是最大信号强度 {\displaystyle {\frac {1}{\sqrt {2}}}} 的两个频率之间的距离。
在光子学中，带宽有不同的含义：
- 某些光源输出的带宽，例如ASE光源或者激光；超短光脉冲的带宽可能非常宽广
- 光纤等一些元件能够传输的频率范围宽度
- 光学放大器的增益带宽
- 其它现象的范围（例如，反射、非线性过程的相位匹配、或者谐振）
- 光学调制器的最大调制频率或者调制频率范围
- 一些测量仪器（如功率计）能够工作的频率范围
- 光学通信系统能够达到的数据速率（例如 Gbit/s）

## 數位系統
在數位通訊系統中，頻寬有兩種含義。從技術意義上來說，它是波特率的俗稱，波特率是系統傳輸數據符號的速度；口語中它也用來表示頻道容量，頻道容量是系統能夠傳輸數據的速度（參見Shannon Limit）。這樣，有32 條獨立數據線的66MHz 數位匯流排可以恰當地說成是66MHz 頻寬、2.1Gbit/s 的數據傳輸能力，但是對於匯流排“頻寬2.1Gbit/s”這樣一種說法這也不應感到奇怪。對於模擬的數據機來說也有同樣的問題，對它來說，每個符號攜帶多位的訊息所以通過頻寬12kHz 的電話線 能夠傳輸56kbit/s 的訊息。
在離散時間系統和數位訊號處理中，根據Nyquist-Shannon 採樣定理頻寬與採樣率有關。
頻寬也用於日常生活中用表示某些有限的或者花費金錢的東西。這樣，通信消耗頻寬，不合理地使用其它人的頻寬可以稱為频盗（bandwidth theft）。

## 網路服務
一些主机服务商会给带宽以不同的含义。在这里，带宽几乎变成一个單位時間內的流量概念。意思是單位時間內的下行数据总量。意味着如果一个公司提供每月2GB的带宽，意思就是用户每月最多只能下载2GB的内容。

## 影片串流
影片頻寬為在一段時間內傳輸或接收影片數據，所需要的資料大小。通常以每秒多少位元（bps）或每秒多少兆位元（Mbps）作為單位。影片的解析度越大，所需要的頻寬越高，需要傳送的數據量也越大，通常高品質的影片串流，就需要注意網路的頻寬是否足夠影片頻寬作為傳輸使用所需。
影片頻寬的多寡受到多種的因素影響，包括影片的解析度（標清、高清、4K、8K...）、FPS（每秒顯示的畫面格數Frames）、以及影像的視訊壓縮技術等。例如，高清影片串流通常需要最少 5 Mbps 的頻寬，4K影片更可能需要 25 Mbps 或者更高的頻寬條件，才能讓影片順暢的傳輸以及播放來觀看。